# Chanoch Nissany
Chanoch Nissany - em hebraico,  חנוך ניסני (Tel Aviv, 29 de julho de 1963) é um empresário e ex-piloto automobilístico israelense. É pai do também piloto Roy Nissany.

## Carreira

### Fórmulas 2000 Húngara e 3000
Tendo o automobilismo como um hobby, Nissany, que trabalhava no setor imobiliário, estreou no esporte já aos 38 anos de idade, na Fórmula 2000 Húngara. Em sua primeira temporada na categoria, foi vice-campeão (72 pontos), trazendo o apoio da empresa de cosméticos Upex, que o acompanhou em toda sua carreira nas pistas. Em 2003, conquistou o primeiro de seus 5 títulos na Fórmula 2000 (os outros vieram em 2004, 2006, 2007 e 2009).
Em 2004, aos 41 anos, disputou 3 corridas da Fórmula 3000 Internacional pela Coloni Motorsport, substituindo o turco Can Artam. Não pontuou em nenhuma delas, obtendo um 12º lugar em Monza. Em 2014, aos 51 anos, encerrou a carreira de piloto.

### A passagem pela Fórmula 1
Ainda em 2004, Nissany tornou-se o primeiro israelense a guiar um carro de Fórmula 1 num teste da Jordan no Silverstone, realizado em julho do mesmo ano. Prejudicado por um problema no motor Ford, seu tempo foi 9 segundos mais lento que o do alemão Nick Heidfeld e 14,5 acima do tempo feito pelo italiano Giorgio Pantano. Ele ainda participou de uma sessão exclusiva da Minardi no circuito de Misano, ao lado de outros 8 pilotos: Will Power, Christijan Albers, Patrick Friesacher (com quem pilotou na Fórmula 3000), Pastor Maldonado, Jeffrey van Hooydonk, Will Davison, Patrick Huisman e Tiago Monteiro, e em janeiro de 2005 a equipe de Faenza e o israelense entraram em acordo para a contratação de Nissany para a vaga de piloto de testes.
Sua primeira - e única - participação em uma sessão oficial da Fórmula 1 foi no primeiro treino livre para o GP da Hungria, tornando-se o primeiro piloto com mais de 40 anos de idade (Nissany completou 42 no mesmo dia) a fazer parte de um final de semana de Grande Prêmio desde Nigel Mansell, que disputara sua última prova na categoria em 1995, no GP da Espanha, e também o último até 2010, quando Michael Schumacher foi contratado pela Mercedes aos 41 anos de idade. Foi o último colocado na tabela de tempos (ficou 12,9 segundos atrás de Alexander Wurz, que pilotava um terceiro carro da McLaren).

## Vida pessoal
Seu filho, Roy Nissany, também segue a carreira no automobilismo, competindo em monopostos desde 2010 e chegando a ser piloto de testes nas equipes Sauber e Williams na Fórmula 1.
Possui também cidadania da Hungria, tendo seu nome traduzido para a língua nacional como Hanóch Nísszání.

## Galeria de imagens

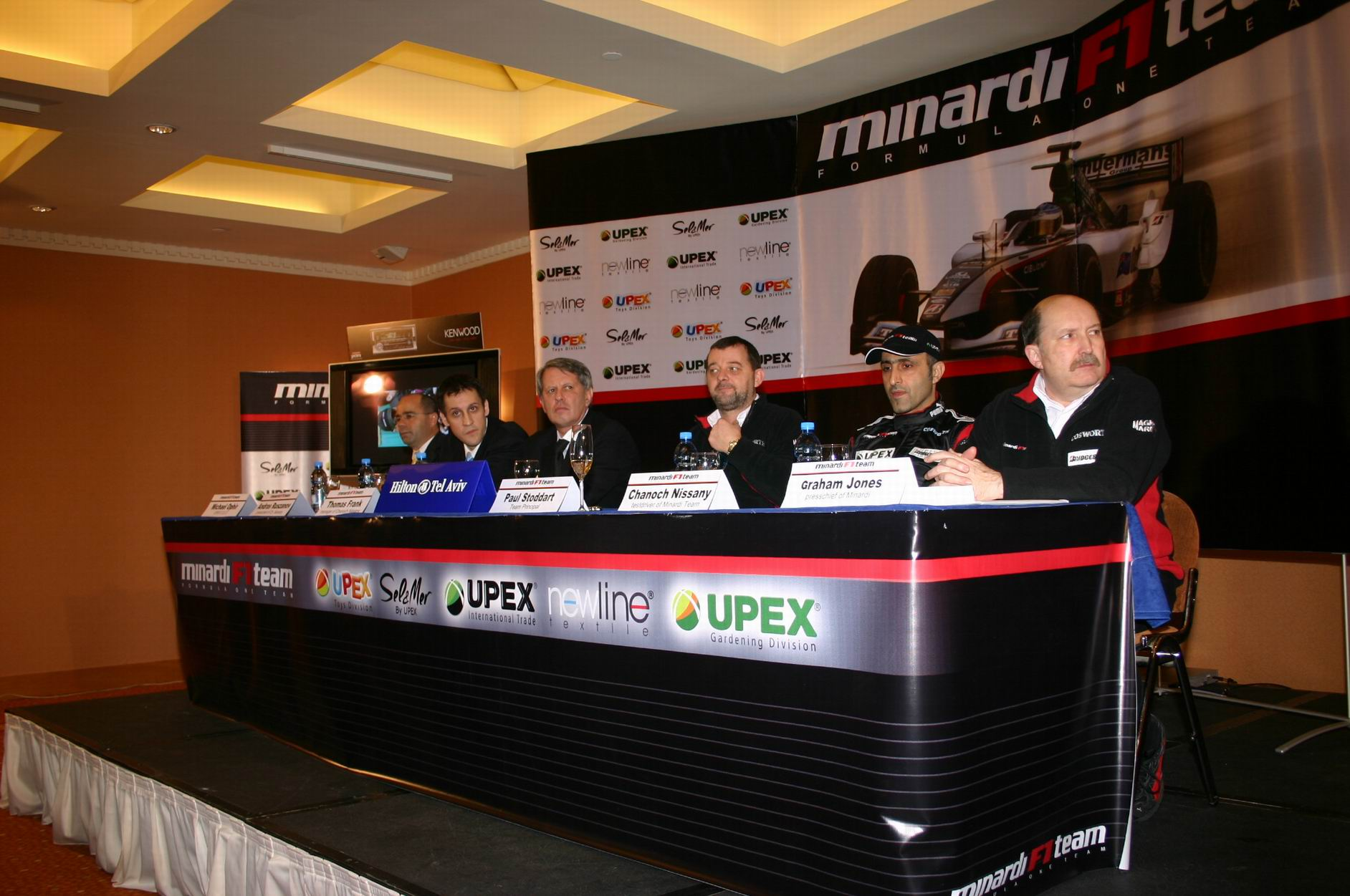
Coletiva de imprensa durante o anúncio da contratação de Nissany pela Minardi em 2005.
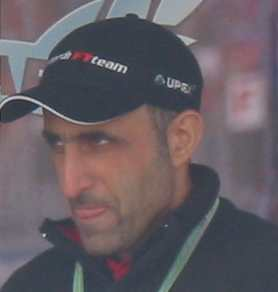
Nissany no GP da Austrália de 2005.